# Organi della chiesa di San Vincenzo de' Paoli a Parigi

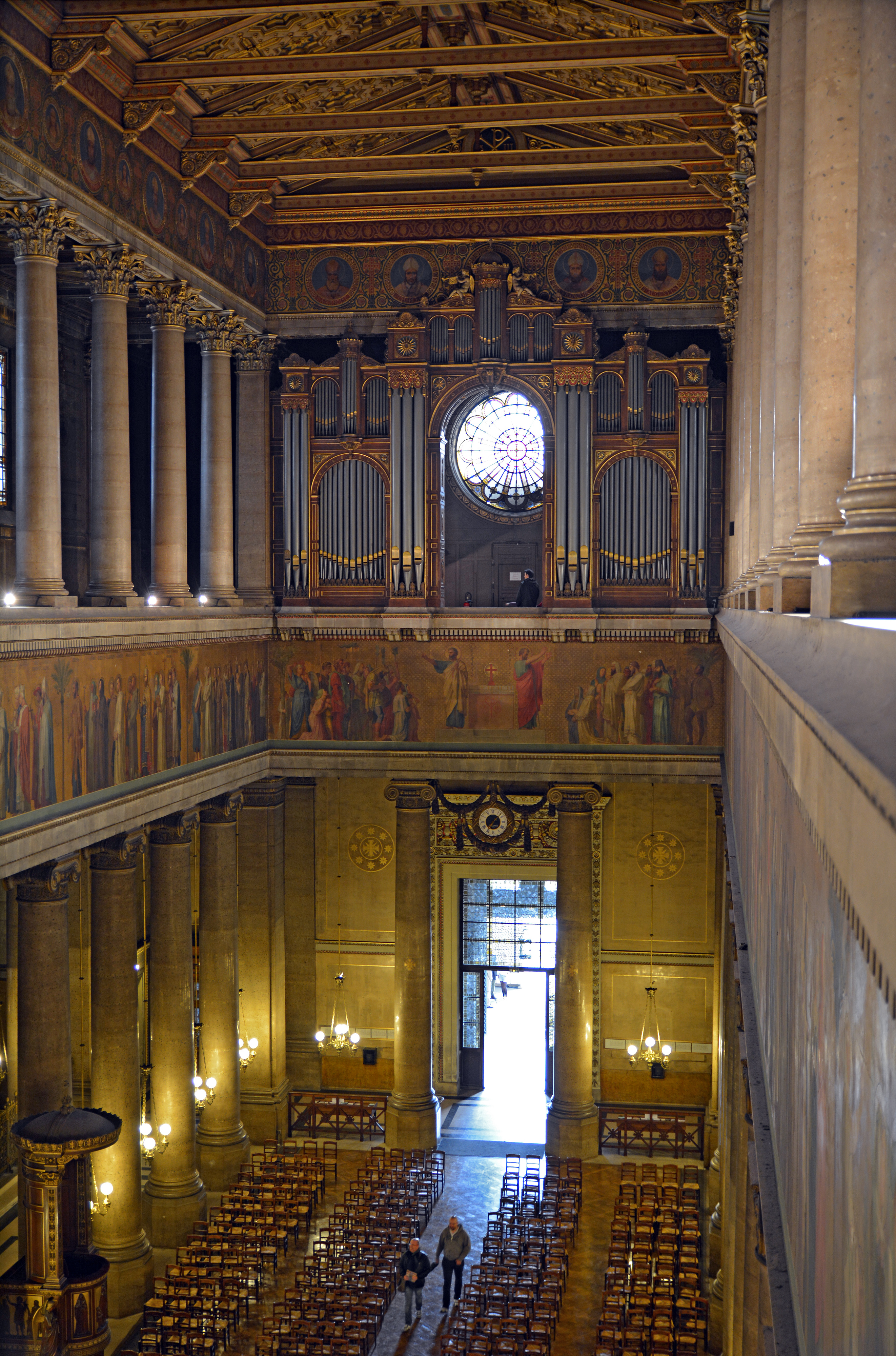
Interno della chiesa verso la controfacciata, con l'organo maggiore.

Gli organi della chiesa di San Vincenzo de' Paoli a Parigi sono due strumenti storici costruiti entrambi da Aristide Cavaillé-Coll:
- l'organo maggiore, situato sulla cantoria in controfacciata e successivamente modificato, è l'opus 52 (1849-1851) e attualmente ha 66 registri su quattro manuali e pedale;
- l'organo del coro, situato a pavimento nell'abside, è l'opus 109/51 (1857) e dispone di 22 registri su due manuali e pedale.

Il compositore e musicista Léon Boëllmann fu organista titolare di entrambi gli organi: dal 1881 al 1887 di quello del coro; dal 1887 al 1897, anno della sua morte, dell'organo maggiore.
Dal 2001 è organista titolare di entrambi gli organi Pierre Cambourian.

## Storia
La prima pietra della chiesa di San Vincenzo de' Paoli a Parigi venne posata il 15 agosto 1824 su disegno di Jean-Baptiste Lepère; tuttavia i lavori non iniziarono che nel 1830, dopo una profonda revisione del progetto da parte di Jakob Ignaz Hittorff. La costruzione venne completata nel 1844 e consacrata il 21 ottobre dello stesso anno dall'arcivescovo di Parigi Denis-Auguste Affre.
Il 5 settembre 1844, l'organaro Aristide Cavaillé-Coll, che fino ad allora aveva costruito alcuni grandi strumenti per diverse chiese di Parigi e dintorni, quali la chiesa di Nostra Signora di Loreto (opus 4, 1836-1838), la basilica di Saint-Denis (opus 10, 1834-1841) e la chiesa di San Rocco (opus 14, 1842), presentò due proposte di progetto per un grande organo a canne da collocarsi nella nuova chiesa. L'incarico, però, gli venne affidato soltanto nel 1849.
Allo strumento era stata riservata, dal progettista, la cantoria in controfacciata, anche con la funzione di unire i due matronei, tripartita in campate da due colonne. Della cantoria, Cavaillé-Coll utilizzò le due campate laterali lasciando libera quella centrale con rosone, ponendo in quest'ultima la consolle; essa era collocata leggermente sulla sinistra, longitudinalmente rispetto alla navata centrale, rivolta verso la campata più vicina alla navata di sinistra. In quest'ultima trovavano luogo le canne del Grand-Orgue (secondo manuale) e del Pédale, mentre dell'altra quelle del Positif expressif (primo manuale) e del Récit expressif (terzo manuale).
Lo strumento venne ultimato nel 1851 e inaugurato il 26 gennaio 1852 con un concerto in cui si esibirono Louis James Alfred Lefébure-Wély (organista titolare dell'organo maggiore della chiesa della Maddalena) e il tedesco Johann Peter Cavallo, primo organista titolare di Saint-Vincent-de-Paul.
L'organo, a trasmissione meccanica con leva Barker, aveva tre tastiere di 56 note ciascuna, pedaliera dritta di 25 note e 47 registri per un totale di 2669 canne; i registri erano azionati da pomelli posti orizzontalmente su due gradinate ai lati dei manuali, e in fila unica sopra il terzo. La disposizione fonica, riportata di seguito, presentava un maggior numero di registri di mutazione, sia semplici, sia composti rispetto a quello dell'organo della chiesa della Maddalena (opus 26, 1845-1846), nel quale l'organaro aveva introdotto numerose innovazioni in merito ai registri:
| I - Positif expressif |         |
| Bourdon               | 16'     |
| Principal             | 8'      |
| Bourdon               | 8'      |
| Flûte harmonique      | 8'      |
| Salicional            | 8'      |
| Unda maris            | 8'      |
| Principal             | 4'      |
| Flûte                 | 4'      |
| Quinte                | 2.2/3'  |
| Doublette             | 2'      |
| Tierce                | 1.3/5'  |
| Larigot               | 1.1/3'  |
| Plein-jeu             | 4 rangs |
| Trompette             | 8'      |
| Cromorne              | 8'      |
| Clairon               | 4'      |

| II - Grand Orgue |         |
| Montre           | 16'     |
| Bourdon          | 16'     |
| Montre           | 8'      |
| Bourdon          | 8'      |
| Flûte harmonique | 8'      |
| Salicional       | 8'      |
| Grande quinte    | 5.1/3'  |
| Prestant         | 4'      |
| Flûte            | 4'      |
| Grande           | 3.1/5'  |
| Quinte           | 2.2/3'  |
| Octavin          | 2'      |
| Tierce           | 1.3/5'  |
| Fourniture       | 5 rangs |
| Cymbale          | 3 rangs |
| Bombarde         | 16'     |
| Trompette        | 8'      |
| Basson           | 8'      |
| Clairon          | 4'      |

| III - Récit expressif |         |
| Quintaton             | 16'     |
| Diapason              | 8'      |
| Bourdon               | 8'      |
| Gambe                 | 8'      |
| Voix céleste          | 8'      |
| Flûte                 | 8'      |
| Principal             | 4'      |
| Flûte                 | 4'      |
| Nasard                | 2.2/3'  |
| Octavin               | 2'      |
| Tierce                | 1.3/5'  |
| Plein-jeu             | 5 rangs |
| Cymbale               | 4 rangs |
| Bombarde              | 16'     |
| Trompette             | 8'      |
| Cor anglais           | 8'      |
| Voix humaine          | 8'      |
| Clairon               | 4'      |
| Tremblant             |         |

| Pédale    |         |
| Bourdon   | 32'     |
| Soubasse  | 16'     |
| Gambe     | 16'     |
| Flûte     | 16'     |
| Bourdon   | 8'      |
| Gambe     | 8'      |
| Flûte     | 8'      |
| Flûte     | 4'      |
| Gambe     | 4'      |
| Plein-jeu | 5 rangs |
| Bombarde  | 16'     |
| Trompette | 8'      |
| Clairon   | 4'      |

Per le innovazioni introdotte in tale strumento, Aristide Cavaillé-Coll venne premiato dalla Société d'Encouragements nel 1854 con la Grande médaille d'or.

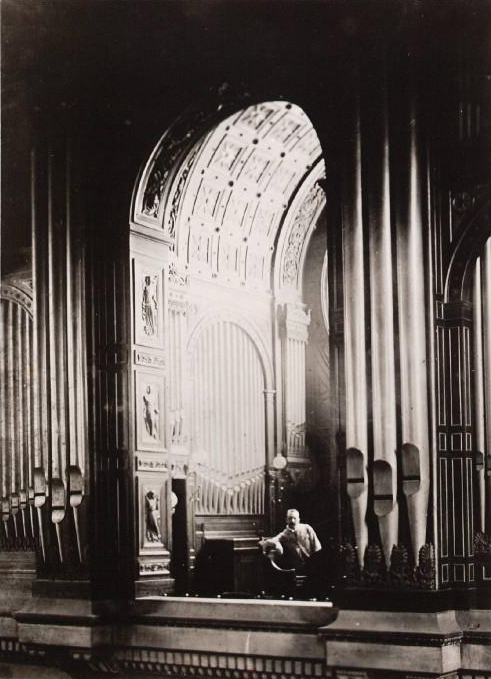
Léon Boëllmann alla consolle dell'organo maggiore.

L'organo venne apprezzato da diversi importanti musicisti che vi tennero concerti e lo utilizzarono anche per impartire lezioni ai loro studenti: fra questi Franz Liszt (che a Parigi risiedeva nel territorio della parrocchia di San Vincenzo de' Paoli), Charles-Marie Widor (organista della chiesa di San Sulpizio a Parigi) e Charles Gounod. Fra gli organisti titolari dell'organo della chiesa si annoverano Louis Braille, inventore dell'omonimo alfabeto per non vedenti (organista dal 1844 al 1851 di un organo provvisorio) e Léon Boëllmann (dal 1881 al 1887 organista dell'organo del coro, e dal 1887 al 1897 di quello maggiore).
Nel 1856 ad Aristide Cavaillé-Coll venne dato l'incarico di costruire un secondo organo a canne destinato a sostenere il canto del coro e ad accompagnare le celebrazioni eucaristiche tenute nella cappella della Vergine grazie alla sua particolare collocazione, al centro dell'abside, tra la cappella e l'altare maggiore. L'organaro aveva già presentato diversi progetti: nel 1853 uno a 18 registri, nel 1855 uno a 14 e infine nel 1856 uno a 18. Tuttavia, l'organo venne dotato di 20 registri e consegnato nell'agosto 1857; il concerto inaugurale fu tenuto il 12 febbraio dell'anno successivo.
A differenza dell'organo del coro, oggetto di un restauro nel 1870 ad opera di Cavaillé-Coll, che è stato modificato soltanto relativamente all'installazione di due nuovi registri e all'estensione della pedaliera, quello maggiore è stato notevolmente modificato negli anni successivi alla sua costruzione. Un primo intervento venne operato dal costruttore stesso nel 1859, che restaurò lo strumento e revisionò la trasmissione meccanica. Tra il 1961 e il 1970, la ditta Danion–Gonzales operò un intervento di restauro radicale: l'organo venne elettrificato e dotato di una nuova consolle collocata su uno dei matronei delle navate laterali; il materiale fonico venne incrementato e portato a 4649 canne, per un totale di 66 registri distribuiti su tre manuali e pedale; la consolle venne dotata di una quarta tastiera, che rimase priva di registri. Nel 2009, lo strumento è stato restaurato e ampliato da Bernard Dargassies su iniziativa della direzione degli affari culturali dell'amministrazione comunale di Parigi; nel corso dell'intervento il quarto manuale è stato fornito di registri propri, spostati dal Grand-Orgue (primo manuale).
L'organo maggiore, considerato una delle opere più notevoli di Cavaillé-Coll, è, relativamente alla parte strumentale, monumento storico di Francia dal 12 maggio 1980.

## Organo maggiore

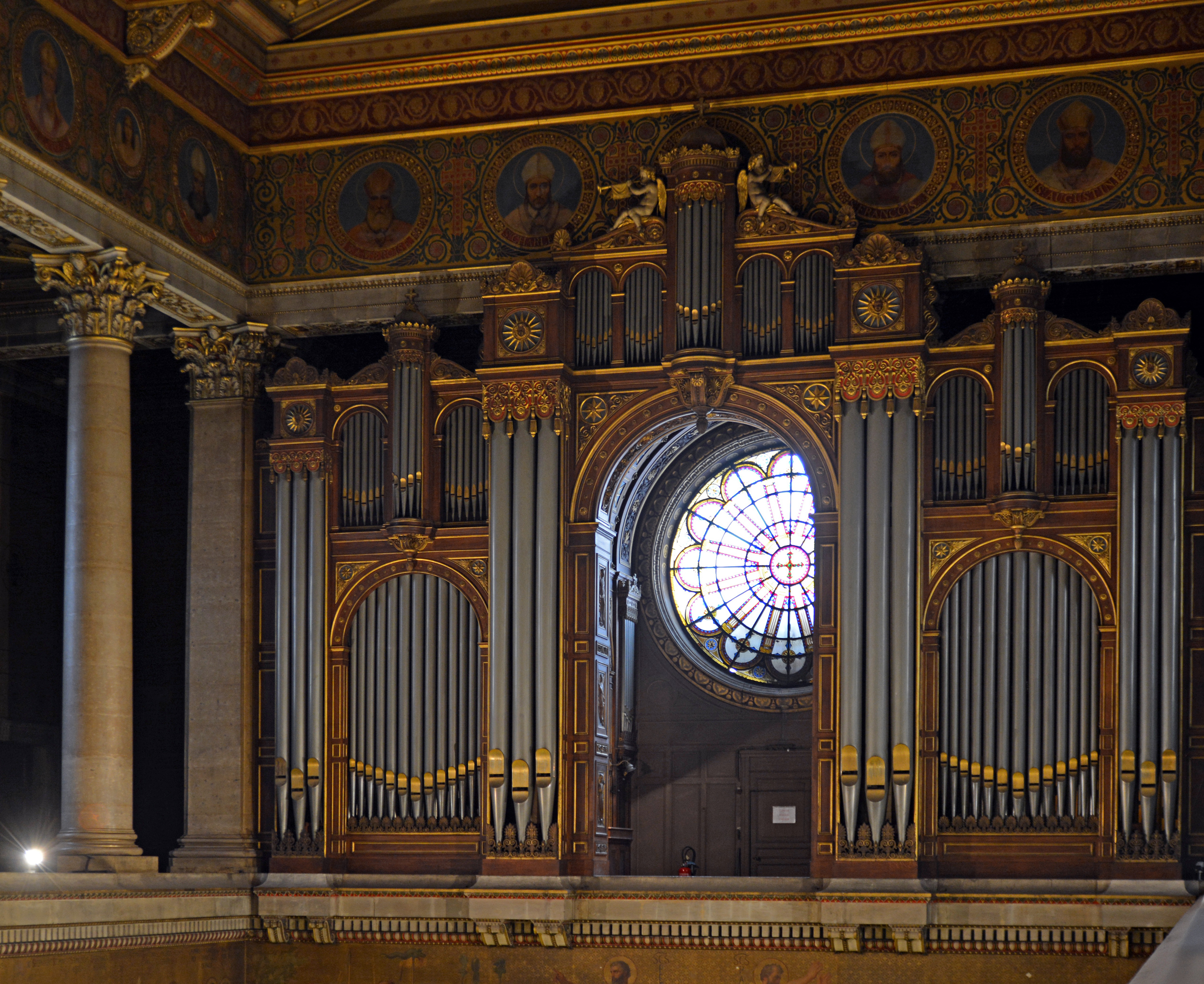
L'organo maggiore.

L'organo a canne Cavaillé-Coll opus 52 è situato sulla cantoria in controfacciata, la quale costituisce un prolungamento sopra il portale centrale dei due matronei che corrono al di sopra delle navate laterali.
La cassa lignea, riccamente decorata con intagli e dorature, segue la tripartizione dell'ambiente ed inquadra, al centro, il rosone circolare, ai lati del quale si sviluppano i due corpi d'organo; tra di essi vi è un ambiente coperto con volta a botte cassettonata, nel quale originariamente si trovava la consolle, il quale si apre verso la navata centrale con un arco a tutto sesto. Quest'ultimo è affiancato da tre alte canne di principale per lato (poste in corrispondenza delle retrostanti colonne), ed è sormontato da una mostra di piccole dimensioni che si sviluppa all'interno di quattro arcate e, al centro, in una tourelle; sono analoghe le mostre superiori dei due campi laterali, dove la sezione inferiore è caratterizzata da canne disposte a palizzata entro un arco a tutto sesto. Le canne visibili sono in totale 116 e hanno tutte la bocca a scudo dorata; la mostra si sviluppa sia sul fronte rivolto verso la navata centrale, sia sul locale che un tempo ospitava la consolle.
La consolle attuale, costruita dalla ditta Danion–Gonzales nel corso del restauro radicale del 1961-1970, è situata in uno dei matronei laterali. Dispone di quattro tastiere di 61 note (Do1-Do6) e pedaliera concavo-parallela di 32 note (Do1-Sol3); i registri sono azionati da pomelli posti su più colonne ai lati dei manuali, con le unioni e gli accoppiamenti a placchetta in fila unica al di sopra della quarta tastiera.
Lo strumento è a trasmissione integralmente elettrica; ha 4949 canne articolate il 86 file, per un totale di 66 registri; la sua disposizione fonica è la seguente:
| I - Grand-Orgue  |        |
| Bourdon          | 16'    |
| Bourdon          | 8'     |
| Flûte harmonique | 8'     |
| Salicional       | 8'     |
| Prestant         | 4'     |
| Flûte            | 4'     |
| Quinte           | 2.2/3' |
| Octavin          | 2'     |
| Tierce           | 1.3/5' |
| Fourniture       | V      |
| Cymbale          | III    |

| II - Positif expressif |        |
| Bourdon                | 16'    |
| Bourdon                | 8'     |
| Flûte harmonique       | 8'     |
| Salicional             | 8'     |
| Principal              | 8'     |
| Unda maris             | 8'     |
| Principal              | 4'     |
| Flûte douce            | 4'     |
| Quinte                 | 2.2/3' |
| Doublette              | 2'     |
| Tierce                 | 1.3/5' |
| Larigot                | 1.1/3' |
| Plein-jeu              | IV     |
| Trompette              | 8'     |
| Clairon                | 4'     |
| Cromorne               | 8'     |

| III - Récit expressif |        |
| Quintaton             | 16'    |
| Bourdon               | 8'     |
| Diapason              | 8'     |
| Flûte harmonique      | 8'     |
| Gambe                 | 8'     |
| Voix céleste          | 8'     |
| Principal             | 4'     |
| Flûte octaviante      | 4'     |
| Nazard                | 2.2/3' |
| Octavin               | 2'     |
| Tierce                | 1.3/5' |
| Plein-Jeu             | V      |
| Cymbale               | IV     |
| Bombarde              | 16'    |
| Trompette             | 8'     |
| Clairon               | 4'     |
| Cor anglais           | 8'     |
| Voix humaine          | 8'     |
| Trémolo               |        |

| IV - Bombarde |        |
| Montre        | 16'    |
| Montre        | 8'     |
| Grosse quinte | 5.1/3' |
| Grosse tierce | 3.1/5' |
| Bombarde      | 16'    |
| Trompette     | 8'     |
| Clairon       | 4'     |
| Basson        | 8'     |

| Pédale    |     |
| Bourdon   | 32' |
| Soubasse  | 16' |
| Bourdon   | 16' |
| Flûte     | 16' |
| Flûte     | 8'  |
| Flûte     | 4'  |
| Gambe     | 16' |
| Gambe     | 8'  |
| Gambe     | 4'  |
| Plein-Jeu | V   |
| Bombarde  | 16' |
| Trompette | 8'  |
| Clairon   | 4'  |

## Organo del coro

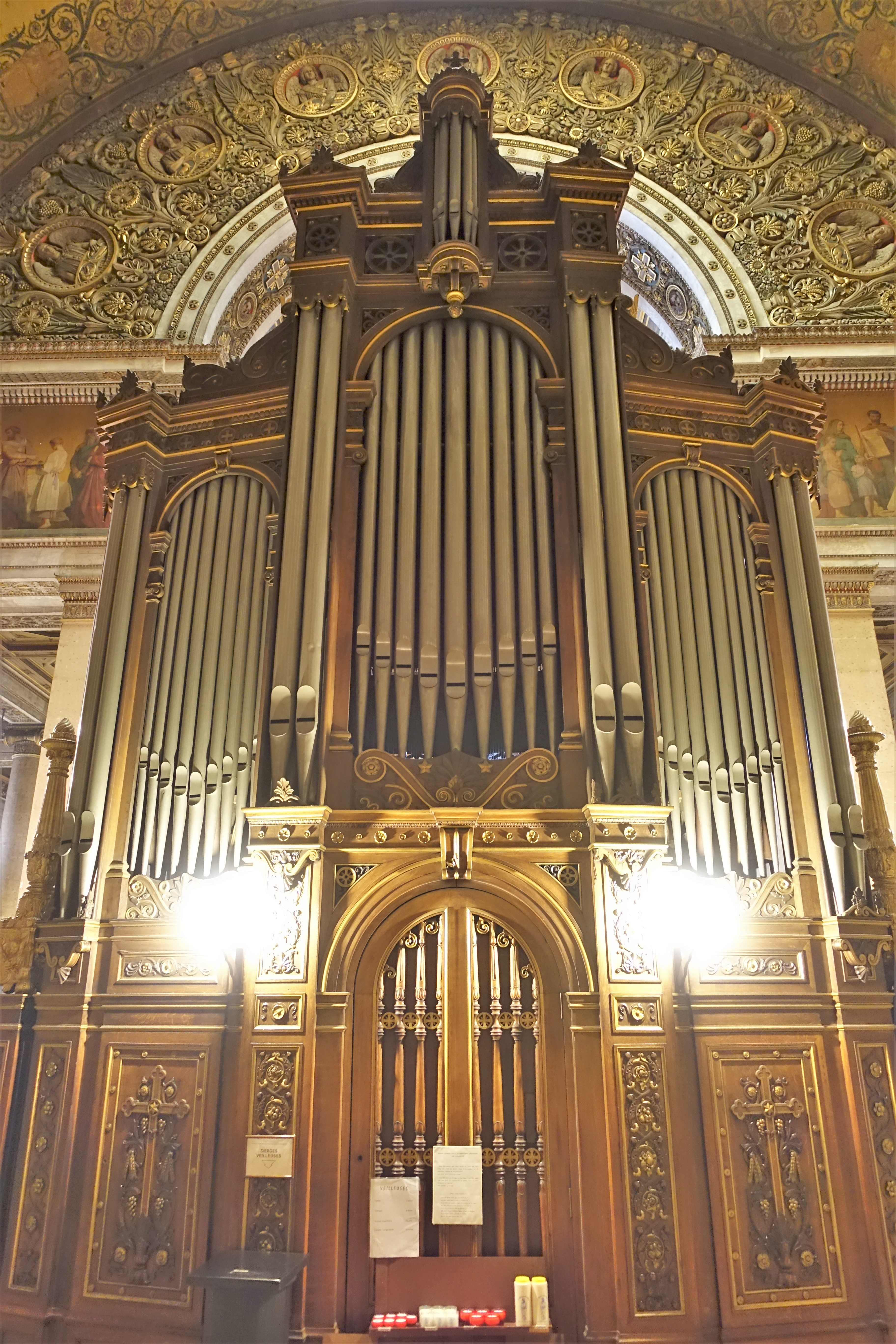
Il prospetto principale (rivolto verso l'abside) dell'organo del coro.

L'opus 109/51 di Aristide Cavaillé-Coll è l'organo a canne del coro. Esso è situato nell'abside semicircolare della chiesa, alle spalle dell'altare maggiore ottocentesco che in parte lo occulta alla vista di chi sta nella navata; in asse con lo strumento si apre la cappella della Vergine, cosicché esso possa essere utilizzato per accompagnare il canto durante le liturgie che si svolgono sia all'altare maggiore, che nella cappella assiale.
L'organo si sviluppa in un corpo unico, e il materiale fonico è interamente racchiuso all'interno di una cassa lignea decorata con intagli; la mostra corre sul fronte (rivolto verso la cappella della Vergine) e sulle fiancate laterali, ed è composta da canne di principale con bocche a scudo. Il prospetto principale, che richiama quello dell'organo maggiore, è tripartito con tre archi a tutto sesto (dei quali quello centrale più alto) separati da coppie di canne più alte.
La consolle è a finestra e si apre alla base del fianco posteriore, rivolto verso la navata centrale della chiesa. Essa dispone di due tastiere di 54 note ciascuna (Do1-Fa5; il Grand-Orgue, corrispondente al primo manuale, è reale per tutta l'estensione, mentre il Récit expressif, corrispondente al secondo manuale, è reale nell'intervallo Do2-Fa5) e pedaliera concavo-parallela di 30 note (Do1-Fa3); i registri sono azionati da pomelli ad estrazione posti su più colonne ai lati dei manuali.
La trasmissione è integralmente quella meccanica originaria; l'organo ha 22 registri per un totale di 984 canne. La sua disposizione fonica è la seguente:
| I - Grand-Orgue  |        |
| Bourdon          | 16'    |
| Montre           | 8'     |
| Bourdon          | 8'     |
| Flûte harmonique | 8'     |
| Salicional       | 8'     |
| Prestant         | 4'     |
| Dulciane         | 4'     |
| Quinte           | 2.2/3' |
| Doublette        | 2'     |
| Basson           | 8'     |
| Trompette        | 8'     |
| Clairon          | 4'     |

| II - Récit expressif |    |
| Gambe                | 8' |
| Voix céleste         | 8' |
| Flûte traversière    | 8' |
| Flûte octaviante     | 4' |
| Octavin              | 2' |
| Trompette            | 8' |
| Voix humaine         | 8' |
| Cor anglais-hautbois | 8' |

| Pédale   |     |
| Soubasse | 16' |
| Flûte    | 8'  |